# Universidad de Amberes
La Universidad de Amberes (en neerlandés: Universiteit Antwerpen, UA) es una universidad pública de habla neerlandesa, ubicada en la ciudad de Amberes, Bélgica. En junio del 2015, contaba con 20.367 estudiantes, de los cuales dieciséis por ciento se conforma de estudiantes extranjeros. Desde octubre del 2013, este centro de estudios superiores ofrece 33 programas de licenciaturas, 69 de maestrías, 18  de posmaestrías y 23 de posgrados, todos distribuidos entre sus 9 facultades. La universidad ofrece, además, 31 programas totalmente dados en inglés (13 maestrías, 14 posmaestrías y 4 posgrados).  
Al inicio del año académico 2013-2014, se dio origen a las facultades de ingeniería y de las ciencias del diseño, como resultado de la implementación en el pensum académico de carreras antiguamente dadas en escuelas técnicas.   
La universidad de Amberes, actualmente, posee 9 campus  distribuidos en la ciudad de Amberes y sus alrededores.  
Alain Verschoren ha sido el rector desde 2008, después de la gestión de Francis Van Loon.           

## Historia
En su forma actual, la Universiteit Antwerpen es la universidad más joven en Flandes. Fue creada a partir de las tres universidades que existían antes en Amberes: la UFSIA (Universitario Faculteiten Sint-Ignacio Antwerpen o Facultades Universitarias Saint-Instituciones Ignacio Amberes), la UIA (Universitario Instellingen Antwerpen o académica) y RUCA (Rijksuniversitair Antwerpen Centrum o  Universidad Estatal de Amberes). Estas instituciones trabajan juntas desde hace algún tiempo siguiendo un modelo confederal, pero a partir de octubre de 2003 se fusionaron para formar una sola universidad.